# Albert Meijns
Albert Meijns (Wormerveer, 25 november 1880 – Zaandam, 12 maart 1969) was een Nederlands componist, arrangeur en dirigent. Hij was een zoon van het echtpaar Willem Meijns (1850-1933) en Hillegonda Meijns (1848-1936) en de vader van de dirigent en arrangeur Willem Meijns (1911-1995). 

## Levensloop
Meijns werkte op de rijstpellerij "De Unie" en zijn muzikale carrière is eng verbonden met de oprichting in 1904 en verdere ontwikkeling van de muziekvereniging harmonie "Ons Genoegen" Wormerveer. Van begin aan was hij dirigent van deze vereniging en bleef in deze functie meer dan 60 jaar. Eveneens in 1904 trouwde hij met Hillegonda (Gonnie) Jaapies, de dochter van de hoofdsponsor van de muziekvereniging Arend Jaapies. 
De muzikale aanpak van hem moet goed geweest zijn, omdat er het aantal actieve leden spoedig uitbreidde en in 1906 de eerste concoursdeelname gedocumenteerd is. Hij voerde dit harmonieorkest in de hoogste afdeling van de Koninklijke Nederlandse Federatie van Muziekverenigingen. 
Zoals toen gebruikelijk bewerkte hij klassieke werken voor harmonieorkest zoals de 9e symfonie - Uit de Nieuwe Wereld van Antonín Dvořák, de Sinfonia Op 18 nr. 4 van Johann Sebastian Bach, de ouverture tot Die Meistersinger von Nürnberg van Richard Wagner of de concertwals Die Romantiker van Josef Lanner. Hij schreef ook de bewerking voor blaasorkest van het overbekende Hup Holland Hup van Jan de Cler. Autodidactisch ontwikkelde hij zich tot componist en schreef vooral werken voor harmonie- en fanfareorkest, die in de muziekuitgeverij van Pieter Jan Molenaar in Wormerveer gepubliceerd werden. 
In 1928 werd hij eveneens dirigent van de Muziekvereniging "Eensgezindheid", Heiloo, maar hij werkt ook als dirigent bij de Muziekvereniging "Concordia" Oostzaan en van Aalsmeers Harmonie. 
Hij is ereburger van Wormerveer en de gemeente heeft een straat naar hem vernoemd: de Albert Meijnsstraat. Hij ontving de eremedaille in goud verbonden aan de Orde van Oranje-Nassau.

## Composities

### Werken voor harmonie- of fanfareorkest
- 1946 Gouden Herfst, ouverture
- 1946 Zomers Buiten, concertfantasie
- 1947 Winterfeesten, fantasie
- 1e Wals Selectie
- Bloeiende Lente, ouverture
- Favoriet Parade 3
- Feestklanken, potpourri
- La Banniere, mars
- Liederen En Gezangen - 1e Bundel
- Mars Polonaise, potpourri van Wereldbekende zangmelodiën
- The Singing Master, mars
- Twee Oogen Zoo Blauw, wals